# 圆果蹄盖蕨
圆果蹄盖蕨（学名：Athyrium bucahwangense）为蹄盖蕨科蹄盖蕨属下的一个种。

## 扩展阅读
- 維基物種上的相關：圆果蹄盖蕨